# Dobrosin (gmina)
Gmina Dobrosin – dawna gmina wiejska funkcjonująca w latach 1941–1944 pod okupacją niemiecką w Polsce. Siedzibą gminy był Dobrosin.
Gmina Dobrosin została utworzona przez władze hitlerowskie z terenów okupowanych przez ZSRR w latach 1939–1941, należących przed wojną do gmin: Kamionka Wołoska (powiat rawski) i Wola Wysocka (powiat żółkiewski) w woj. lwowskim. Gmina weszła w skład powiatu rawskiego (Kreishauptmannschaft Rawa Ruska), należącego do dystryktu Galicja w Generalnym Gubernatorstwie. W skład gminy wchodziły miejscowości: Dąbrówka, Dobrosin, Kamionka-Biszków, Kamionka-Hole, Kamionka-Krzywe Budy, Kamionka Leśna-Bobroidy, Kamionka-Lipnik, Kamionka Wołoska, Lipiny, Piły, Piraty, Pomłynów, Pulce, Stara Wieś, Wola Wysocka i Zameczek.
Po wojnie obszar gminy wszedł w struktury administracyjne ZSRR.